# Lycopodiinae
Lycopodiinae é o nome botânico de uma classe, segundo o sistema de classificação de Wettstein.
Esta classe estava incluida na subdivisão Pteridophyta, divisão Archegoniatae, filo Cormophyta